# イオンモール土岐
イオンモール土岐（イオンモールとき）は、岐阜県土岐市に所在し、イオンモール株式会社が運営・管理するショッピングセンターである。

## 概要
2022年（令和4年）10月7日に開業。2017年（平成29年）3月まで営業していた中山鉱山の跡地に建設された。敷地面積約20万3,000m2は東海4県のイオンモールで最大の広さ、延床面積約7万2,000m2は岐阜県内のイオンモールではイオンモール各務原に次いで2番目の広さである。岐阜放送のニュースでは「東海地区最大級の大型商業施設」と報道されている。
コンセプトは「さあ、ココロはずむトキを」。
当初は2019年度（令和元年度）に開業予定だった。
来店客の数は年間約650万人と見込まれている。

### 立地
岐阜県南東部の東海環状自動車道 土岐南多治見ICから北へ2 kmの位置の多治見市との境界近くに立地し、国道19号（土岐バイパス）と直結している。近隣には土岐プレミアム・アウトレットがある。

### 店舗・施設
中核店舗はイオンスタイル土岐である。なお、食品・化粧品・医薬品（イオン薬局）のイオンスタイルゾーンと、キッズ・ベビー用品（キッズリパブリック）ゾーンのみで、衣料品や家庭用品、家電類は取り扱わない。店舗数は、東海初20店舗、岐阜県初26店舗、地元企業22店舗を含む全142店となる。
屋上には太陽光発電用の設備がある。

## 歴史

### 年表
- 2015年（平成27年）
  - 2月18日 - 出店計画が公表された[10]。

- 2020年（令和2年）
  - 11月16日 - 当イオンモールと土岐プレミアム・アウトレットを直結する土岐口開発アクセス道路が開通した[17]。

- 2021年（令和3年）
  - 3月26日 - 同年6月に着工予定であることが報道された[18]。
  - 6月18日 - 建築工事開始が発表された[19]。また、開業が2022年（令和4年）秋となる予定であることも発表された[11]。
- 2022年（令和4年）
  - 9月11日 - 地元住民らによる植樹が行われた[20]。
  - 10月3日 - 内覧会が行われた[14]。
  - 10月4日 - ソフトオープン[2]。
  - 10月7日 - グランドオープン[5][1][2]。
  - 11月5日・6日 - TOKI MINOYAKIチャレンジフェスティバルが当地で開催された[21]。美濃焼のPRを目的に行われ、今後も年2回、春と秋に開催される予定である[22]。
  - 11月13日 - 瑞浪バサラカーニバル（12月開催）に先立ち、プレ・バサラカーニバルが開催された[23]。
- 2025年（令和7年）4月18日 - シネマコンプレックス「イオンシネマ土岐」が開館[24][25][26][27]。

## 主な施設・テナント
イオンスタイルを核店舗に、1階のレストラン街「TOKI DINING」、同じく1階のカフェや軽食店などが並ぶ「TOKI MARCHE」、2階フードコート「FOOD FOREST」、フードコートの外にあるテラス「TOKINWA TERRACE」、その他各専門店と屋外施設で構成される。

### 1階
| 大型店舗 - ÆON STYLE - スーパーマーケット - GU - ファストファッション - H&M - ファストファッション - イオンシネマ - シネマコンプレックス - TSUTAYA BOOKSTORE - 書店 中型店舗 - 3COINS+plus - 300円帯の雑貨店 - LAKOLE - 雑貨・アパレル専門店 - Toy-Factory - キャンピングカー専門店 - OGAWA GRAND lodge - キャンプ用品店 TOKI DINING - スターバックス - カフェ - コメダ珈琲店 - 喫茶店 - 土岐市内の写真や東濃鉄道駄知線の写真、美濃焼が展示されている。 - 麺屋 もり田 - ラーメン屋 - 馬力家 - ハンバーグ専門店 - 串家物語 - 串揚げ専門店 - 炙り百貫 - 回転寿司店 | TOKI MARCHE - タリーズコーヒー - カフェ - ミスタードーナツ - ドーナツ専門店 - サーティーワンアイスクリーム - アイスクリーム専門店 - ゴンチャ - タピオカティー専門店 - ビアードパパ - シュークリーム専門店 - 韓国商店イルソイルソ - 韓国食品・化粧品販売店 小型店舗 - OWNDAYS - 眼鏡販売店 - NISSAN（岐阜日産・イオンモール土岐店） - 自動車販売店 - ソフトバンク - キャリアショップ - au Style - キャリアショップ - 楽天モバイル - キャリアショップ - TOKI MINOYAKI - 美濃焼の販売店 - 宝くじチャンスセンター - 宝くじ販売店 |

### 2階
| 大型店舗 - Joshin - 家電量販店 - モーリーファンタジー - アミューズメント施設 - キッズリパブリック - こども用品店 - MIRAINO - アミューズメント施設 - ダイソー - 100円帯の雑貨店 - ニトリ デコホーム - インテリア用品店 - 西松屋 - 乳幼児用品店 中型店舗 - おかしのまちおか - 菓子店 - クラフトハートトーカイ - 手芸専門店 - ヴィレッジヴァンガード - 書籍・雑貨専門店 | FOOD FOREST - スガキヤ - ラーメン店 - ペッパーランチ - ステーキ専門店 - マクドナルド - ハンバーガーショップ - GODIVA dessert - チョコレートクレープ店 - ブルーシールアイスクリーム - アイスクリーム店 小型店舗 - ポポンデッタ - 鉄道模型店 その他 - ときめっく - 子育て支援施設 - 名称は公募・審査の上で決定した。 |

### 屋外
| - グッドスピード - 中古車販売店 - サンビーナス土岐SS - ガソリンスタンド - DAIMARU PARK - 注文住宅モデルハウス | - 総合住宅展示場 ハウジングパーク - 住宅展示場。2022年（令和4年）9月17日に当施設に先行して開業。 - とき温泉 KAMABA - 温浴施設 - AMAZING Kart ISK - ゴーカート場 |

### イオンシネマ土岐
イオンシネマ土岐は、イオンモール土岐の1階に所在するシネマコンプレックス（映画館）である。
東濃地方で21年ぶりとなる映画館となった。

#### 歴史

##### 前史
かつて東濃5市（土岐・多治見・瑞浪・恵那・中津川）には全ての市に映画館が存在した。かつて地場産業の陶磁器が盛況だった時代、出稼ぎ労働者などを中心に人々の娯楽として親しまれていた。土岐市には市制施行された1955年時点で映画館が7館存在していたものの、その後は淘汰され、同年に開館した駄知陶宝会館が1977年（昭和52年）頃に閉館し、消滅。その後も多治見市などは残ったものの、2004年（平成16年）に多治見シネマが閉館してからは東濃には映画館がない状況が続き、地元住民は映画を見る為に関市や隣県の愛知県名古屋市・小牧市などに行かなければならなくなった。

##### 計画の立案と白紙化
イオンモールの出店計画が立ち上がった際は、周辺住民などから映画館の設置が熱望され、2015年（平成27年）時点で実際に映画館の設置が計画されたものの、2022年の開業時点では設置されていなかった。

##### コンパクト型として開館
その後、2024年6月末に閉店したスポーツオーソリティの跡地にイオンエンターテイメントがコンパクト型のシネコンとして「イオンシネマ土岐」を開館する事が発表され、2025年（令和7年）4月18日に開館、東濃地域では約21年ぶり、土岐市内では約48年ぶりに映画館の幕が上がった。開館初日は平日にもかかわらず9時00分の開館前より列が並び、可児市などの周辺都市からも客が訪れた。
開館の前日にはオープニングセレモニー及び内覧会が開催され、また初週の週末は既に予約が埋まるほどの盛況ぶりだった。

#### 特徴
前述の通り、コンパクト型シネコンとして既存のテナント跡に開館した。全スクリーンに立体音響技術「ドルビーアトモス」を導入し、「Dolby Atmos MULTIPLEX」を謳っている。「Dolby Atmos MULTIPLEX」を導入したコンパクト型シネコンは他にイオンシネマとなみ（富山県砺波市）が存在する。
座席に関しては、両肘付きの通常席、電動リクライニングシートを導入した「ハイグレードシート」、そして寝そべりながら鑑賞ができる「コンフォートシート」の3種類がある。

#### スクリーン
| No.         | 座席数   | 座席数       | 座席数       | 座席数 | 音響             | その他 設備 |
| No.         | 通常席   | ハイグレード | コンフォート | 車椅子 | 音響             | その他 設備 |
| ----------- | -------- | ------------ | ------------ | ------ | ---------------- | ----------- |
| 1           | 78       | 6            | 6            | 2      | ドルビーアトモス | XpanD       |
| 1           | 計：92席 |              |              |        | ドルビーアトモス | XpanD       |
| 2           | 78       | 6            | 6            | 2      | ドルビーアトモス | XpanD       |
| 2           | 計：92席 |              |              |        | ドルビーアトモス | XpanD       |
| 3           | 77       | 7            | 6            | 2      | ドルビーアトモス | XpanD       |
| 3           | 計：92席 |              |              |        | ドルビーアトモス | XpanD       |
| 4           | 69       | 6            | 6            | 2      | ドルビーアトモス | XpanD       |
| 4           | 計：83席 |              |              |        | ドルビーアトモス | XpanD       |
| 5           | 19       | 3            | 5            | 1      | ドルビーアトモス | XpanD       |
| 5           | 計：36席 |              |              |        | ドルビーアトモス | XpanD       |
| 4           | 33       | 4            | 6            | 2      | ドルビーアトモス | XpanD       |
| 4           | 計：45席 |              |              |        | ドルビーアトモス | XpanD       |
| 合計：414席 |          |              |              |        |                  |             |

## ギャラリー

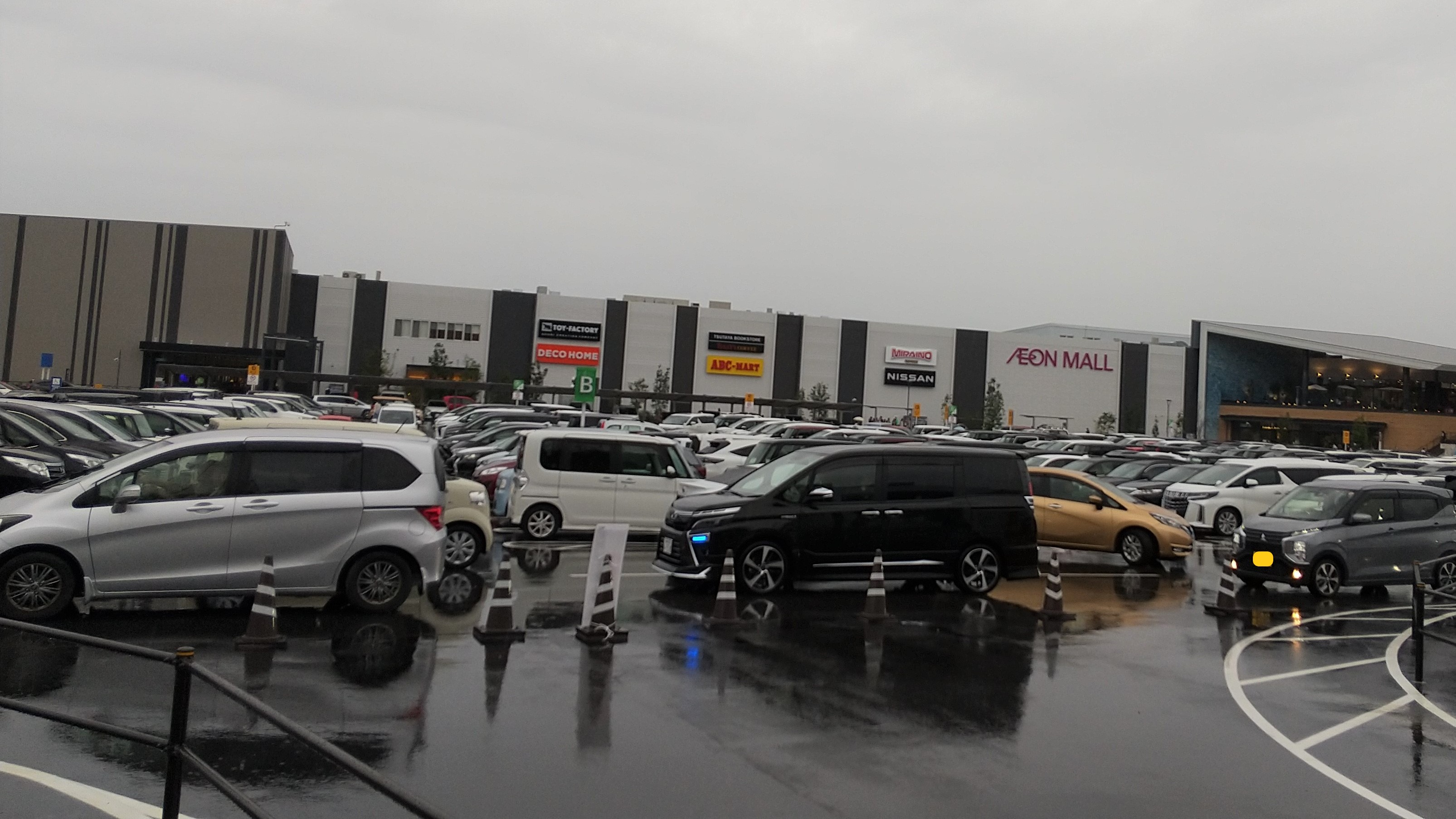
イオンモール土岐（2022年10月）
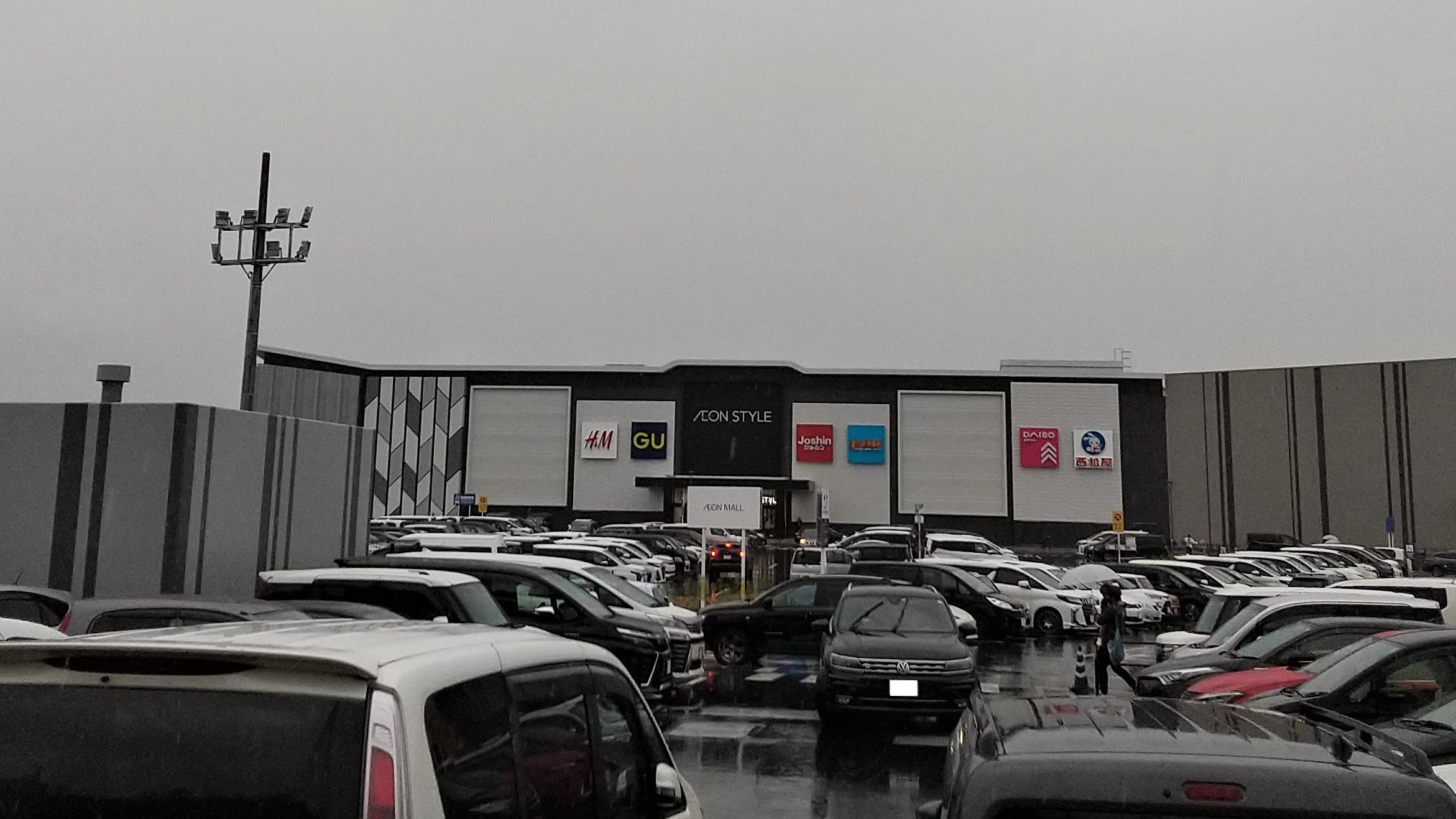
イオンスタイル土岐（2022年10月）
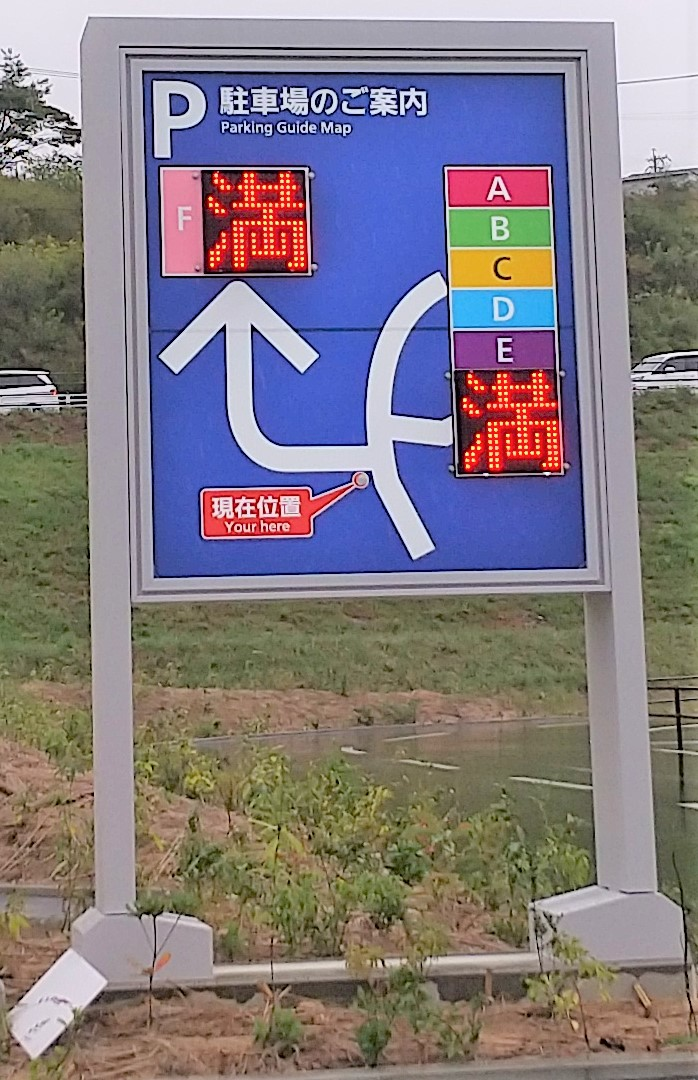
開業3日目の駐車場の混雑状況
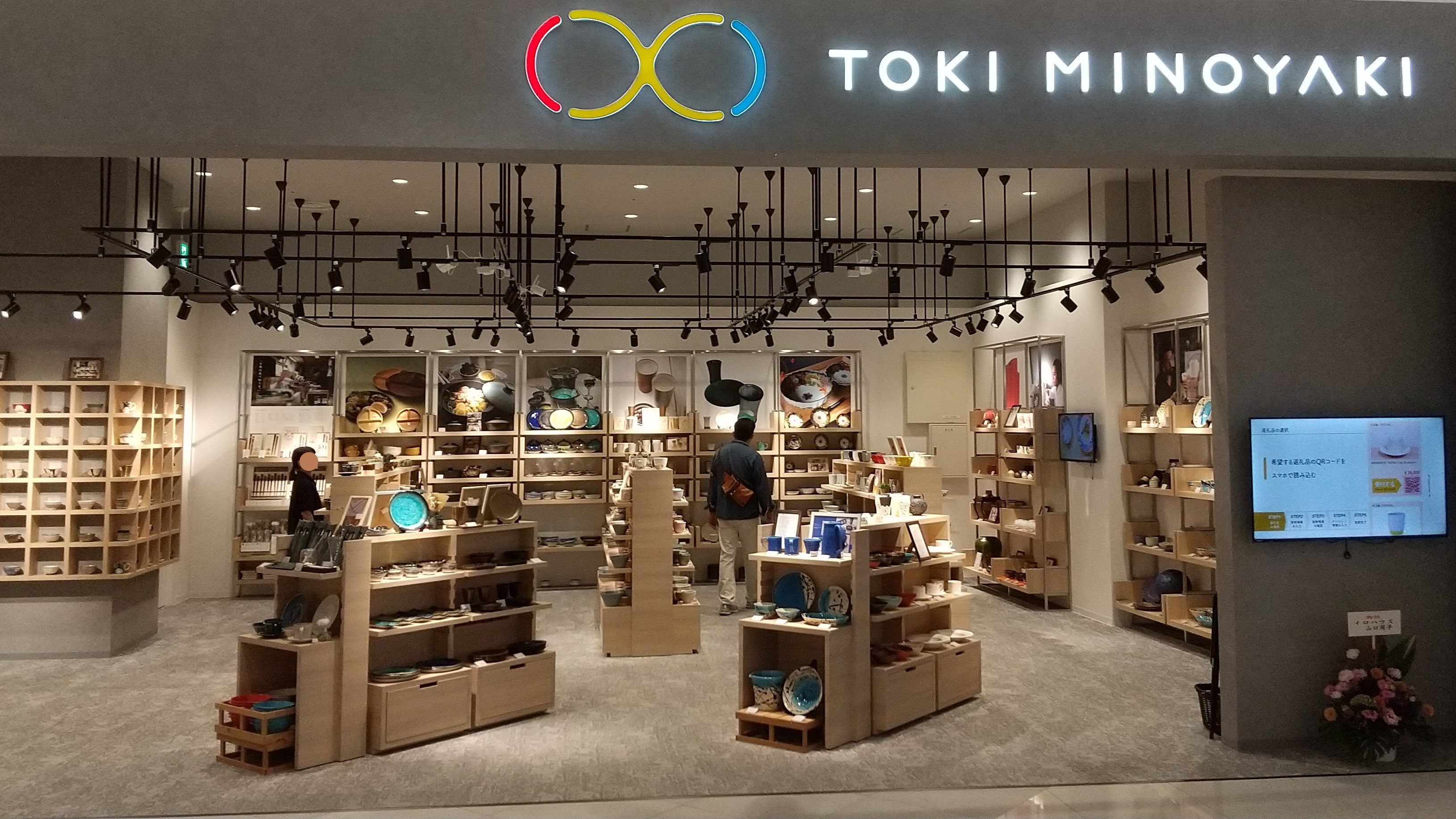
TOKI MINOYAKI
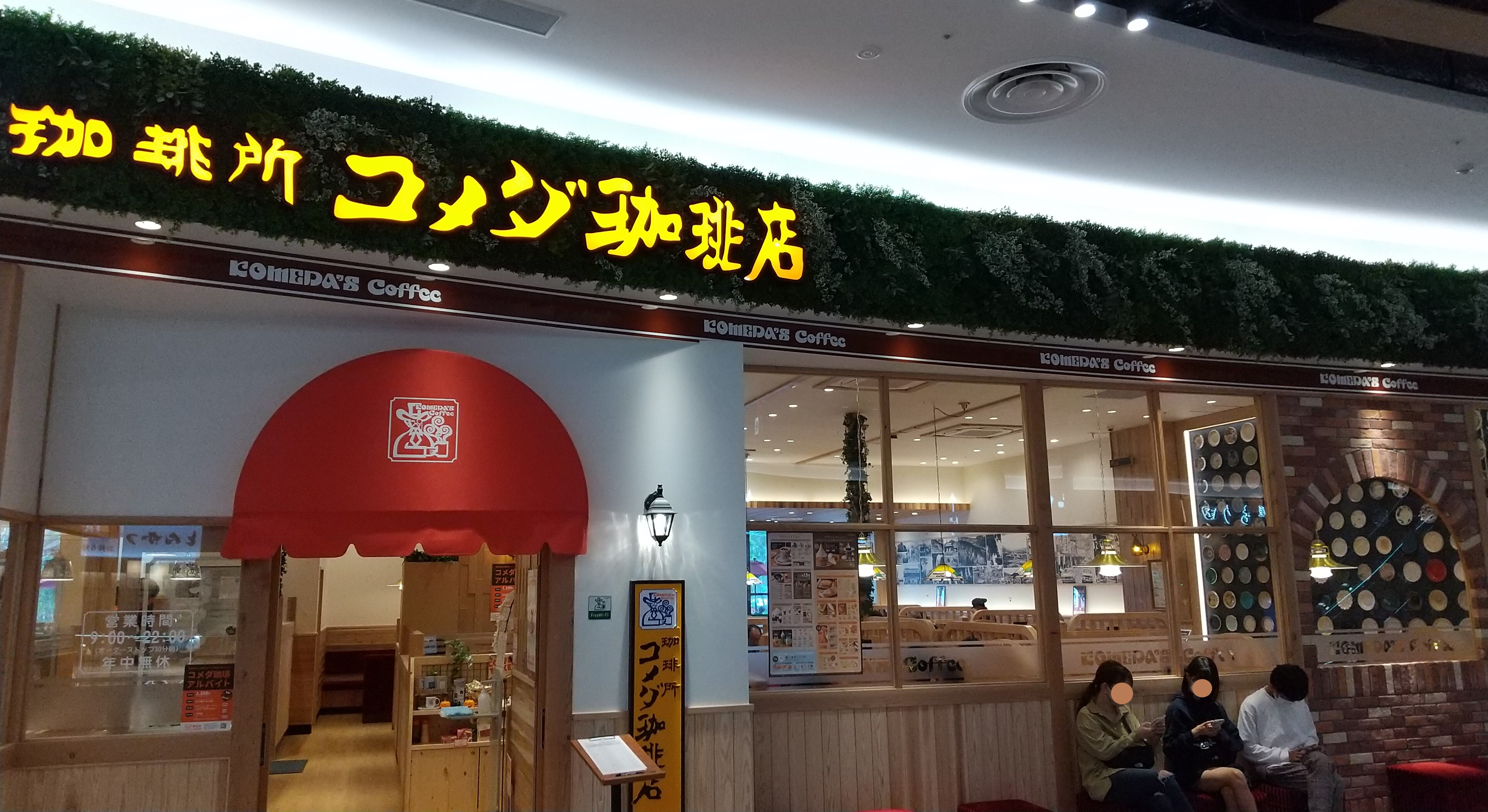
コメダ珈琲店

## 交通アクセス

### 自動車
- 東海環状自動車道 土岐南多治見IC[5][1][12]、五斗蒔スマートIC
- 中央自動車道 土岐IC、多治見IC

### 公共交通機関
- JR中央本線 土岐市駅・多治見駅のどちらかで下車。ソフトオープン初日の2022年（令和4年）10月4日から、両駅とイオンモール土岐を結ぶバス路線が東鉄バスにより運行されている[50][51]。

※ 土岐市駅からは土岐プレミアム・アウトレット線の延長運転となり、土岐市駅からのほうが本数が多い時期もあった。

## 周辺
- 国道19号（土岐バイパス）[5][13][47]
- 土岐プレミアム・アウトレット[5][13][52] - 2020年（令和2年）11月16日に全線開通した[53]土岐口アクセス道路を介して接続している[54][55]。
- テラスゲート土岐[52]
- 土岐川